# 容克雷特
容克雷特（法語：Jonquerettes，法語發音：[ʒɔ̃kʁɛt]）是法国普罗旺斯-阿尔卑斯-蓝色海岸大区沃克吕兹省的一个市镇，位于该省西南部，属于阿维尼翁区。

## 地理
容克雷特（43°56'50"N, 4°55'59"E）面积2.57 平方千米，位于法国普罗旺斯-阿尔卑斯-蓝色海岸大区沃克吕兹省，该省份为法国东南部内陆省份，北起德龙省，西北接阿尔代什省，西接加尔省，南至罗讷河口省，东南角与瓦尔省接壤，东临上普罗旺斯阿尔卑斯省。
与容克雷特接壤的市镇（或旧市镇、城区）包括：加达涅新堡、圣萨蒂南-莱萨维尼翁、勒托尔。

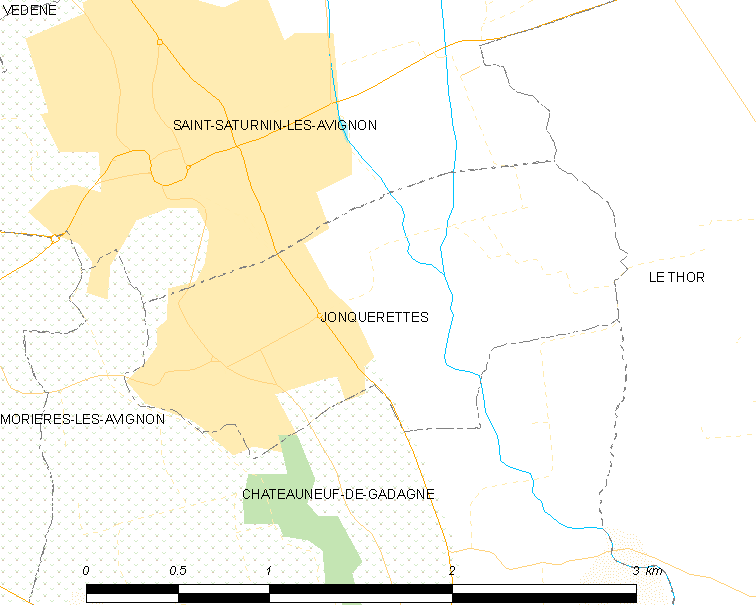
容克雷特的OSM定位图

容克雷特的时区为UTC+01:00、UTC+02:00（夏令时）。

## 行政
容克雷特的邮政编码为84450，INSEE市镇编码为84055。

## 政治
容克雷特所属的省级选区为勒蓬泰县。

## 人口

1962-2008年间容克雷特人口变化图示

容克雷特于2022年1月1日时的人口数量为1597人。